# Instituto Max Planck de Microbiología Terrestre
El Instituto Max Planck de Microbiología Terrestre (MPI-TM, en alemán: Max-Planck-Institut für terrestrische Mikrobiologie) es un instituto de investigación de microbiología terrestre en Marburgo, Alemania . Fue fundado en 1991 por Rudolf K. Thauer y es uno de los 80 institutos de la Sociedad Max Planck ( Max-Planck-Gesellschaft ). Su instituto hermano es el Instituto Max Planck de Microbiología Marina, fundado un año después, en 1992, en Bremen.

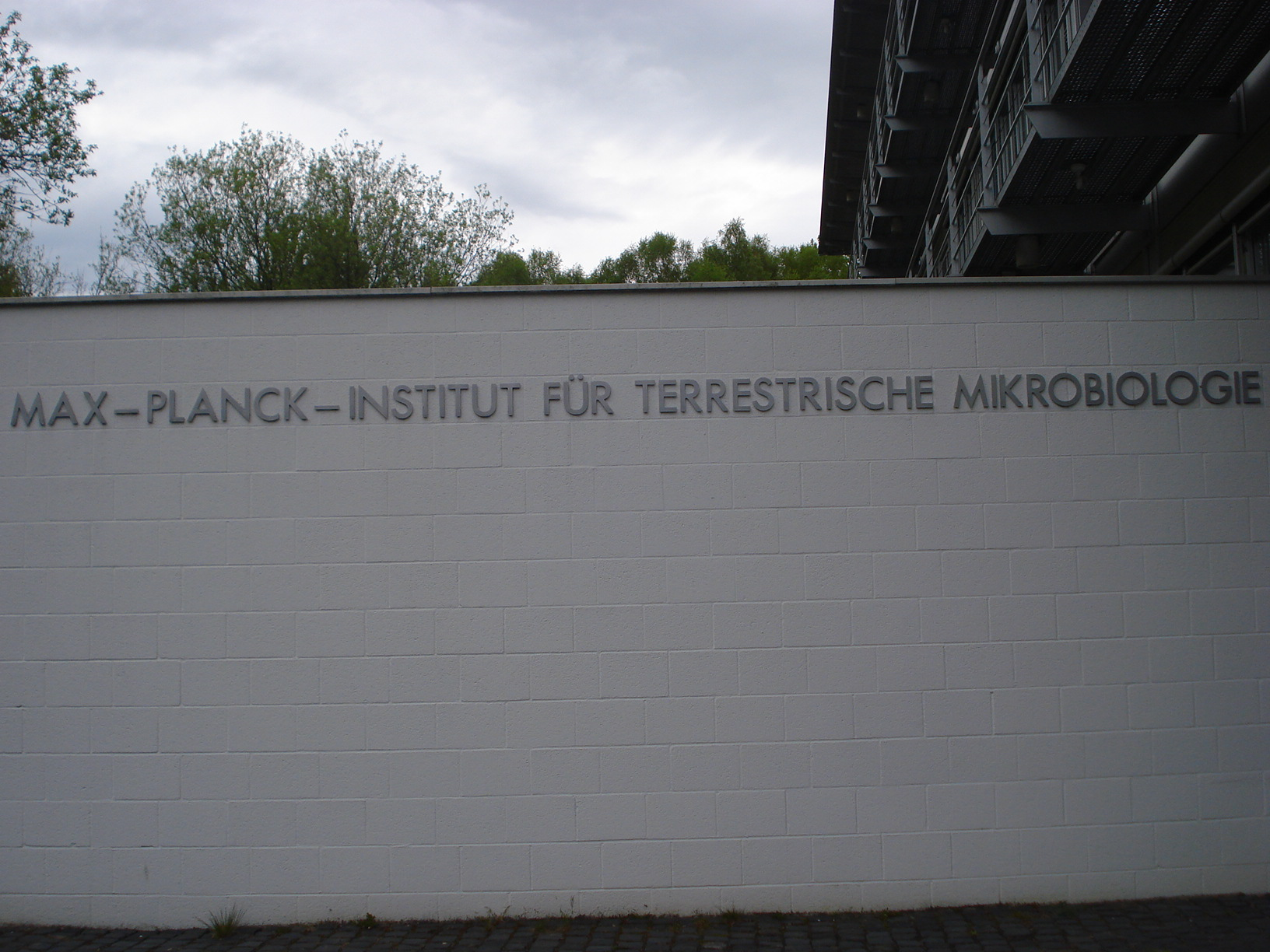
Instituto Max Planck de Microbiología Terrestre, Marburgo

## Investigación
Actualmente existen alrededor de 19 grupos de investigación en el instituto. La investigación en MPI-TM se centra ampliamente en comprender el funcionamiento de los microorganismos a nivel molecular, celular y comunitario. En particular, el enfoque se centra en los mecanismos de adaptación celular y comunitaria de las bacterias en respuesta a los cambios en el medio ambiente. 

## Organización
La investigación en el instituto se lleva a cabo en cuatro departamentos con un total de seis grupos de investigación. Además, el instituto alberga tres grupos de investigación Max Planck, un grupo de investigación Emmy Noether, tres grupos de investigación independientes de los departamentos, una emérita y dos eméritos, así como dos becarios Max Planck. 
Los directores de los departamentos, Prof. Dr. Helge Bode (Departamento de Productos Naturales en Interacciones Organísmicas), Prof. Dr. Lotte Søgaard-Andersen (Departamento de Ecofisiología), Prof. Dr. Victor Sourjik (Departamento de Microbiología de Sistemas y Sintética) y Prof. Dr. Tobias J. Erb (Departamento de Bioquímica y Metabolismo Sintético) son miembros científicos de la Sociedad Max Planck. El Director Ejecutivo 2024 - 2026 es el Prof. Dr. Helge Bode 

### Ecofisiología
El Departamento de Ecofisiología, dirigido por Lotte Søgaard-Andersen, se centra en comprender cómo se conectan las redes de señalización intracelular para permitir que las bacterias se adapten y diferencien en respuesta a cambios en el entorno o a señales autogeneradas.En concreto, el departamento tiene dos objetivos. En primer lugar, comprender cómo las bacterias procesan la información para generar respuestas de salida adecuadas (por ejemplo, cambios en la expresión génica, cambios en el comportamiento de motilidad). En segundo lugar, pretenden comprender cómo funcionan las máquinas moleculares implicadas en la motilidad y la secreción y cómo se regula su actividad. La Ecofisiología cuenta actualmente con dos grupos de investigación dirigidos por las siguientes personas entre paréntesis:
- Sistemas de secreción bacteriana (Andreas Diepold)
- Desarrollo y diferenciación bacteriana (Lotte Søgaard-Andersen)

### Sistemas y microbiología sintética
El Departamento de Sistemas y Microbiología Sintética, dirigido por Victor Sourjik, tiene como objetivo dilucidar los principios generales de la optimización evolutiva de las redes celulares e implementar estos principios en el diseño de nuevas redes en microorganismos.  Al contar con un único grupo de investigación, las redes microbianas también están dirigidas por Sourjik. 

### Bioquímica y metabolismo sintético
El Departamento de Bioquímica Sintética y Metabolismo está dirigido por Tobias J. Erb .  Tobias Erb y su grupo de investigación utilizan enfoques de biología sintética para estudiar la conversión de carbono microbiano y para el diseño y desarrollo de nuevos biocatalizadores y procesos bioquímicos para mejorar la captura de carbono.  

### Productos naturales en interacciones orgánicas
El Departamento de Productos Naturales en Interacciones Organísmicas, dirigido por Helge B. Bode,trabaja sobre los productos naturales microbianos como fuentes de fármacos bioactivos. Él y su grupo de investigación han desarrollado nuevos métodos de manipulación de sistemas enzimáticos de péptidos no ribosomales (NRPS) para producir productos naturales. 

## Antiguos grupos de investigación y eméritos

### Bioquímica de microorganismos anaerobios
El grupo emérito «Bioquímica de microorganismos anaróbicos» del MPI-TM está dirigido por el prestigioso bioquímico premio Gottfried Wilhelm Leibniz, Rudolf K. Thauer, quien también fue el director fundador del instituto cuando se estableció en 1991. El enfoque científico de Rudolf Thauer se centra en la bioquímica de las arqueas metanogénicas, las arqueas metanotróficas y los clostridios sacarolíticos. Se abordarán los siguientes temas específicos:
- Activación del hidrógeno
- Formación de metano y oxidación anaeróbica del metano
- Reducción de ferredoxina

### Fitopatología Molecular (antiguo Departamento «Interacciones Organísmicas»)
El grupo emérito "Fitopatología molecular", dirigido por Regine Kahmann, sigue los pasos de su antiguo departamento "Interacciones organísmicas", que se centraba en la biología de los hongos fitopatógenos y, en particular, en los mecanismos que subyacen a ladiferenciación morfológica y a la comunicación de estos hongos con sus plantas hospedantes.  Estuvo integrado por tres grupos de investigación: 
- Fitopatología molecular (Regine Kahmann)
- Establecimiento de compatibilidad en interacciones biotróficas (Gunther Döhlemann)
- Genómica funcional y biología molecular de hongos simbióticos (Alga Zuccaro)

### Degradación metanogénica y metabolismo microbiano de gases traza (antiguo Departamento «Biogeoquímica»)
El grupo emérito «Degradación metanogénica y metabolismo microbiano de gases traza» , dirigido por Ralf Conrad, sucede al antiguo departamento de «Biogeoquímica» que se centraba en el metabolismo microbiano y el ciclo biogeoquímico de la materia en el suelo. El metabolismo microbiano del suelo desempeña un papel importante en el ciclo global de la materia y, a través de la formación de gases traza atmosféricos como el metano y el óxido nitroso, también influye en el clima de la Tierra. El departamento examina el papel de los microorganismos del suelo en el ciclo del carbono y el nitrógeno, en particular en procesos químicamente bien definidos como la producción y el consumo de metano, la oxidación del amoníaco o la desnitrificación.

## Colaboraciones

### SINMICRO
Junto con la Universidad de Marburgo, el MPI-TM gestiona el Centro SYNMIKRO de Microbiología Sintética. Este centro de investigación interinstitucional se fundó en 2010 a través del programa de excelencia LOEWE del Estado de Hesse y se convirtió en permanente en 2019. A partir de 2021 el centro de investigación se trasladó a un nuevo edificio de laboratorio de investigación en el campus de Lahnberge justo al lado del MPI-TM.

### IMPRS-Mic
El Instituto Max Planck de Microbiología Terrestre gestiona el programa de la Escuela Internacional de Investigación Max Planck de Microbiología Ambiental, Celular y Molecular, en colaboración con la Universidad Philipps de Marburgo. Los títulos son otorgados por la universidad, como en el caso de todos los demás programas IMPRS del MPG. Además de con la universidad, el MPI mantiene estrechas colaboraciones con centros de investigación de la ciudad y del extranjero. Encontrará información más específica sobre el programa en su página de cooperaciones.